# Cyphokentia
Cyphokentia är ett släkte av enhjärtbladiga växter. Cyphokentia ingår i familjen Arecaceae.
Kladogram enligt Catalogue of Life:
| Cyphokentia | \| \| Cyphokentia cerifera \| \| \| \| \| \| Cyphokentia macrostachya \| \| \| \| |
|             | \| \| Cyphokentia cerifera \| \| \| \| \| \| Cyphokentia macrostachya \| \| \| \| |
|             | Cyphokentia cerifera                                                              |
|             |                                                                                   |
|             | Cyphokentia macrostachya                                                          |
|             |                                                                                   |

## Bildgalleri

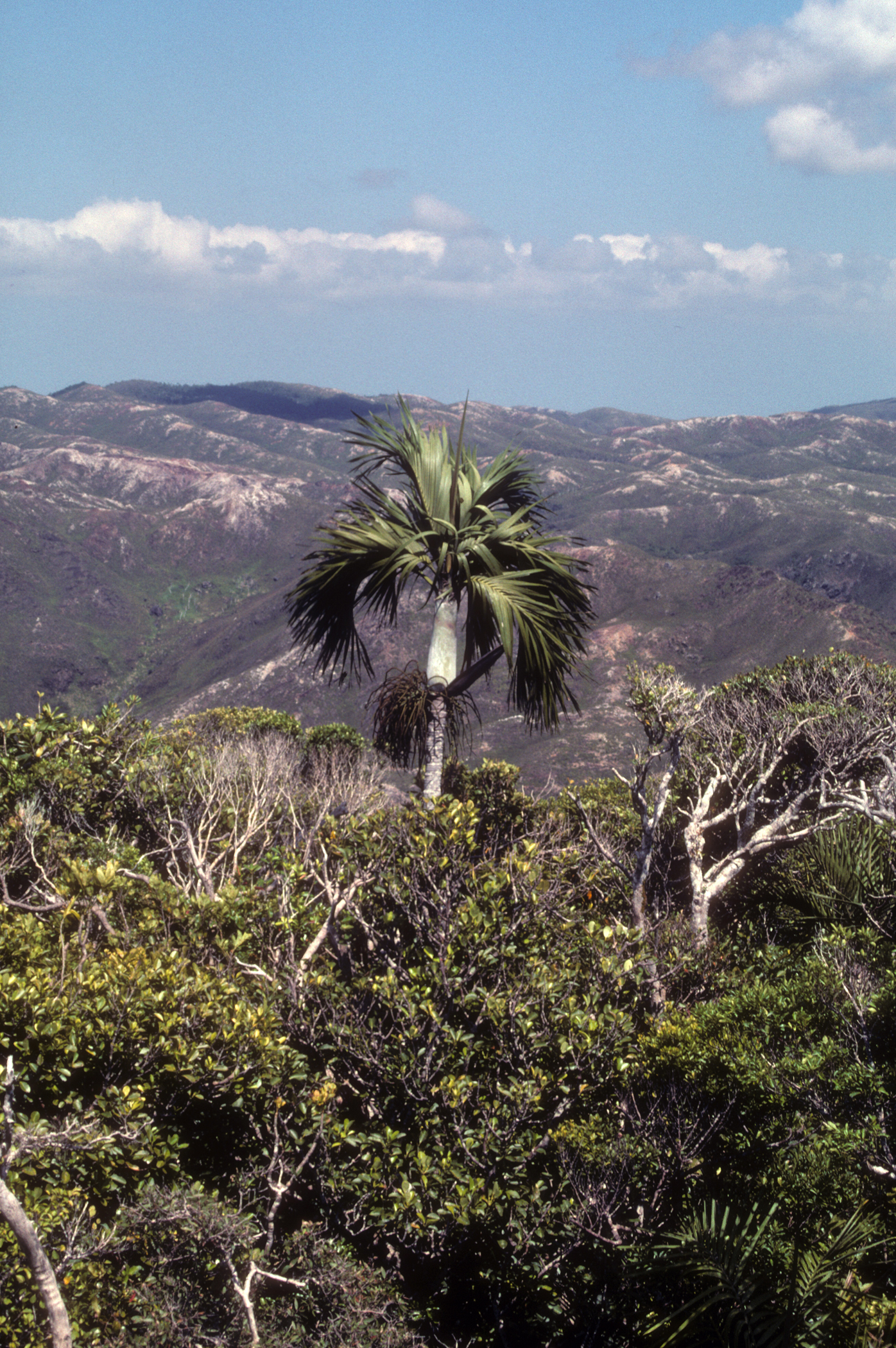